# (37911) 1998 FA85
1998 FA85 (asteroide 37911) é um asteroide da cintura principal. Possui uma excentricidade de 0.17942040 e uma inclinação de 13.13614º.
Este asteroide foi descoberto no dia 24 de março de 1998 por LINEAR em Socorro.